# Gene Evans
Pour les articles homonymes, voir Evans.

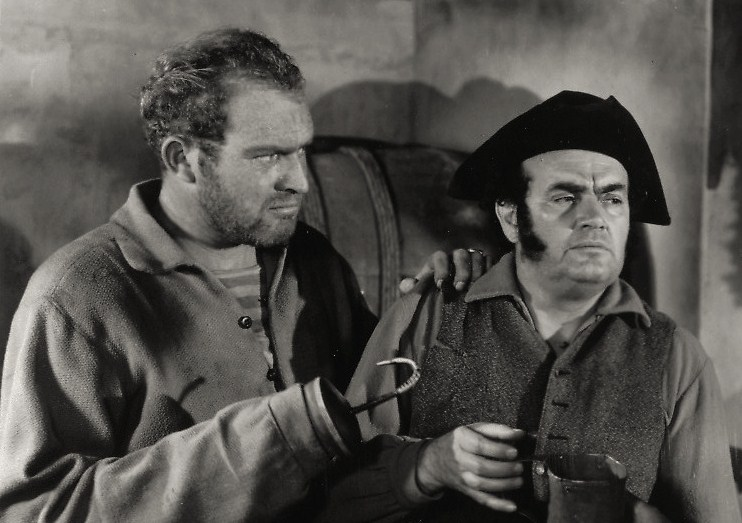
Avec Rhys Williams (à d.), dans Mutinerie à bord (1952)

Gene Evans est un acteur américain, de son nom complet Eugene Barton Evans, né le 11 juillet 1924 à Holbrook (Arizona, États-Unis), mort le 1er avril 1998 à Jackson (Tennessee, États-Unis).

## Biographie
Au cinéma, Gene Evans participe à soixante films américains, de 1947 à 1989, année où il se retire.
À la télévision, il apparaît dans soixante-quatorze séries et vingt téléfilms, entre 1950 et 1988.
Au cinéma comme à la télévision, il s'illustre notamment dans le genre du western. En outre, il collabore à plusieurs reprises avec les réalisateurs Samuel Fuller (ainsi, dans les films Violence à Park Row, en 1952, et Shock Corridor, en 1963) et Burt Kennedy (comme dans le film La Caravane de feu, en 1967, et le téléfilm Le Dernier Western — sa dernière apparition à la télévision —, en 1988).

## Filmographie partielle

### Au cinéma
- 1947 : Under Colorado Skies (en) de R.G. Springsteen
- 1948 : Berlin Express de Jacques Tourneur
- 1948 : Assigned to Danger de Budd Boetticher
- 1948 : Haute Pegre (Larceny) de George Sherman
- 1949 : Criss Cross de Robert Siodmak
- 1949 : Faux Jeu (It Happens Every Spring) de Lloyd Bacon
- 1950 : Armored Car Robbery de Richard Fleischer
- 1950 : Quand la ville dort (The Asphalt Jungle) de John Huston
- 1950 : Dangereuse mission (Wyoming Mail) de Reginald Le Borg
- 1951 : J'ai vécu l'enfer de Corée (The Steel Helmet) de Samuel Fuller
- 1951 : J'étais une espionne américaine (I was an American Spy) de Lesley Selander
- 1951 : Sugarfoot d'Edwin L. Marin
- 1951 : Le Gouffre aux chimères (Ace in the Hole) de Billy Wilder
- 1951 : Baïonnette au canon (Fixed Bayonets !) de Samuel Fuller
- 1951 : Les Amants de l'enfer (Force of Arms) de Michael Curtiz
- 1952 : Violence à Park Row (Park Row) de Samuel Fuller
- 1952 : Les Diables de l'Oklahoma (Thunderbirds) de John H. Auer
- 1952 : Mutinerie à bord (Mutiny) d'Edward Dmytryk
- 1953 : La Légende de l'épée magique (The Golden Blade) de Nathan Juran
- 1953 : Donovan's Brain de Felix E. Feist
- 1954 : Le Démon des eaux troubles (Hell and High Water) de Samuel Fuller
- 1954 : Nettoyage par le vide (The Long Wait) de Victor Saville
- 1955 : Crashout (en) de Lewis R. Foster
- 1954 : La Reine de la prairie (Cattle Queen of Montana) d'Allan Dwan
- 1957 : Pour elle un seul homme (The Helen Morgan Story) de Michael Curtiz
- 1957 : Sad Sack de George Marshall
- 1958 : La révolte est pour minuit (it) (Revolt in the Big House) de R. G. Springsteen
- 1958 : L'Héritage de la colère (Money, Women and Guns) de Richard Bartlett (en)
- 1958 : Bravados (The Bravados) d'Henry King
- 1959 : Le Bourreau du Nevada (The Hangman) de Michael Curtiz
- 1959 : Opération jupons (Operation Petticoat) de Blake Edwards
- 1959 : Béhémot, le monstre des mers (Behemoth the Sea Monster) d'Eugène Lourié et Douglas Hickox
- 1961 : Le Trésor des sept collines (Gold of the Seven Saints) de Gordon Douglas
- 1963 : Shock Corridor de Samuel Fuller
- 1965 : Sur la piste des Apaches (Apache Uprising) de R.G. Springsteen
- 1966 : Nevada Smith d'Henry Hathaway
- 1966 : Waco (en) de R.G. Springsteen
- 1967 : La Caravane de feu (The War Wagon) de Burt Kennedy
- 1968 : La Bataille pour Anzio (Lo sbarco di Anzio) de Duilio Coletti et Edward Dmytryk
- 1969 : Ne tirez pas sur le shérif (Support your Local Sheriff !) de Burt Kennedy
- 1970 : Un nommé Cable Hogue (The Ballad of Cable Hogue) de Sam Peckinpah
- 1970 : Le Reptile (There was a crooked Man…) de Joseph L. Mankiewicz
- 1971 : Tueur malgré lui (Support your Local Gunfighter) de Burt Kennedy
- 1973 : Justice sauvage (Walking Tall) de Phil Karlson
- 1978 : La Magie de Lassie (The Magic of Lassie) de Don Chaffey

### À la télévision

#### Séries télévisées
- 1955-1956 : Mon amie Flicka (My Friend Flicka)
  - Saison unique, intégrale (39 épisodes) : rôle de Rob McLaughlin
- 1958-1964 : La Grande Caravane (Wagon Train)
  - Saison 1, épisode 27 The Sarah Drummond Story (1958)
  - Saison 7, épisode 25 The Duncan McIvor Story (1964)
- 1959-1965 : Rawhide
  - Saison 2, épisode 7 Incident at the Buffalo Smokehouse (1959) de Stuart Heisler
  - Saison 3, épisode 16 Incident on the Road Back (1961)
  - Saison 5, épisode 4 Incident of the Prodigal Son (1962) de Christian Nyby
  - Saison 6, épisode 3 Incident at El Crucero (1963) d'Earl Bellamy et épisode 18 Incident at Gila Flats (1964)
  - Saison 7, épisode 17 Moment in the Sun (1965) de Bernard Girard

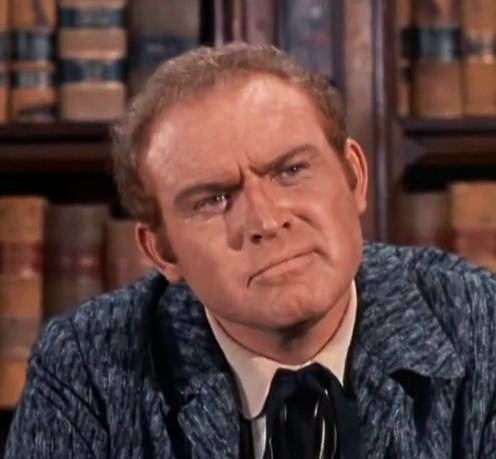
Dans Bonanza (épisode The Fear Merchants, 1960)

- 1960 : Le Monde merveilleux de Disney (The Wonderful World of Disney ou Disneyland)
  - Saison 6, épisode 19 Texas John Slaughter : Desperado from Tombstone et épisode 20 Texas John Slaughter : Apache Friendship
- 1960-1970 : Bonanza
  - Saison 1, épisode 20 The Fear Merchants (1960) de Lewis Allen
  - Saison 5, épisode 8 Journey remembered (1963)
  - Saison 12, épisode 7 The Trouble with Trouble (1970)
- 1961 : Route 66 (titre original)
  - Saison 1, épisode 26 A Skill for Hunting de David Lowell Rich
  - Saison 2, épisode 2 Blue Murder d'Arthur Hiller
- 1962 : Alfred Hitchcock présente (Alfred Hitchcock presents)
  - Saison 7, épisode 28 The Kerry Blue de Paul Henreid
- 1962 : Ombres sur le soleil (Follow the Sun)
  - Saison unique, épisode 19 Ghost Story
- 1962 : Suspicion (The Alfred Hitchcock Hour)
  - Saison 1, épisode 1 A Piece of the Action de Bernard Girard
- 1962-1970 : Le Virginien (The Virginian)
  - Saison 1, épisode 13 The Accomplice (1962)
  - Saison 5, épisode 8 Trail to Ashley Mountain (1966) d'Abner Biberman
  - Saison 9, épisode 4 With Love, Bullets and Valentines (1970)
- 1963-1974 : Gunsmoke ou Police des plaines (Gunsmoke ou Marshal Dillon)
  - Saison 9, épisodes 10 et 11 Extradition, Parts I & II (1963) de John English
  - Saison 13, épisode 6 A Hat (1967) de Robert Totten
  - Saison 13, épisode 23 The First People (1968) de Robert Totten
  - Saison 16, épisodes 6 et 7 Snow Train, Parts I & II (1970)
  - Saison 17, épisode 7 Phoenix (1971) de Paul Stanley
  - Saison 18, épisode 10 Tatum (1972)
  - Saison 19, épisode 19 The Iron Blood of Courage (1974)
  - Saison 20, épisode 5 Thirty a Month and Found (1974)
- 1964 : Les Aventuriers du Far West (Death Valley Days)
  - Saison 12, épisode 14 Sixty-Seven Miles of Gold
- 1965 : Match contre la vie (Run for your Life)
  - Saison 1, épisode 8 The Savage Season de Richard Benedict
- 1965-1969 : Daniel Boone
  - Saison 1, épisode 16 The First Stone (1965)
  - Saison 6, épisode 4 The Man (1969)
- 1966 : Première série Perry Mason
  - Saison 9, épisode 20 The Case of the Scarlet Scandal
- 1966 : Le Cheval de fer (The Iron Horse)
  - Saison 1, épisode 5 Pride at the Bottom of the Barrel de Jesse Hibbs
- 1967 : Tarzan, Saison 1, épisode 18 The Day the Earth trembled d'Alex Nicol et épisode 20 A Pride of Assassins
- 1967 : Cimarron (Cimarron Strip)
  - Saison unique, épisode 6 La Bataille de Bloody Stone ou Les Vieux de la vieille (The Battle of Bloody Stones) de Richard C. Sarafian
- 1967-1973 : L'Homme de fer (Ironside)
  - Saison 1, épisode 2 Message de l'au-delà (Message from Beyond, 1967)
  - Saison 7, épisodes 8 et 9 Downhill all the Way, Parts I & II (1973) de Don Weis
- 1969-1970 : Les Règles du jeu (The Name of the Game)
  - Saison 1, épisode 17 The Inquiry (1969) ; Saison 2, épisode 22 Man of the People (1970)
- 1971 : Mannix
  - Saison 5, épisode 12 Murder Times Three
- 1972 : Le Sixième Sens (The Sixth Sense)
  - Saison 2, épisode 9 If I should die before I wake de Bernard Girard
- 1975-1976 : Matt Helm (Matt Helm)
- 1976 : Pilotes (Spencer's Pilots)
- 1978 : L'Incroyable Hulk (The Incredible Hulk), Saison 2, épisode 4 Remède de cheval (Rainbow's End)
- 1979 : Dallas, feuilleton
  - Saison 2, épisode 14 Qu'on est bien chez soi (Home again) de Don McDougall
- 1979 : L'Île fantastique (Fantasy Island)
  - Saison 3, épisode 3 Tattoo : The Love God / Magnolia Blossoms d'Earl Bellamy
- 1979 : Drôles de dames (Charlie's Angels)
  - Saison 4, épisode 13 Une croisière en or (Cruising Angels) de George McCowan
- 1981 : Vegas (Vega$)
  - Saison 3, épisode 11 Murder by Mirrors de Ray Austin
- 1981 : Pour l'amour du risque (Hart to Hart)
  - Saison 2, épisode 12 Le Taureau par les cornes (Murder in the Saddle) d'Earl Bellamy
- 1982 : M*A*S*H
  - Saison 10, épisode 12 Faits divers (Blood and Guts) de Charles S. Dubin
- 1983-1987 : Simon et Simon (Simon & Simon)
  - Saison 3, épisode 10 Betty Grable flies again (1983) de Burt Kennedy
  - Saison 5, épisode 23 The Last Harangue (1986) de Burt Kennedy
  - Saison 6, épisode 6, épisode 13 Deep Water Death (1987) de Burt Kennedy
- 1984-1986 : Arabesque (Murder, she wrote)
  - Saison 1, épisode 7 Le Meurtre du magicien (We're off to kill the Wizard, 1984) de Walter Grauman
  - Saison 2, épisode 13 Machiavélisme (Trial by Error, 1986) de Seymour Robbie
- 1987 : Les deux font la paire (Scarecrow and Mrs. King)
  - Saison 4, épisode 17 Une mission en or (Mission of Gold)

#### Téléfilms
- 1956 : Massacre de Sand Creek (Massacre at Sand Creek) d'Arthur Hiller
- 1969 : La cover-girl a disparu (Dragnet 1966) de Jack Webb
- 1970 : The Intruders (en) de William A. Graham
- 1972 : Chasseur de primes (en) (The Bounty Man) de John Llewellyn Moxey
- 1974 : Six colts et un coffre (en) (Shootout in a One-Dog Town) de Burt Kennedy
- 1974 : Sidekicks (en) de Burt Kennedy
- 1975 : Le Dernier Jour (The Last Day) de Vincent McEveety
- 1977 : Horizons en flammes (Fire !) d'Earl Bellamy
- 1978 : Lassie : A New Beginning de Don Chaffey
- 1978 : Kate Bliss and the Ticker Tape Kid (en) de Burt Kennedy
- 1979 : The Sacketts (en) de Robert Totten
- 1982 : Les Cavaliers de l'ombre (en) (The Shadow Riders) d'Andrew V. McLaglen
- 1980 : Casino (en) de Don Chaffey
- 1983 : Travis McGee (en) d'Andrew V. McLaglen
- 1987 : The Alamo : Thirteen Days of Glory (en) de Burt Kennedy
- 1988 : Le Dernier Western (Once Upon a Texas Train) de Burt Kennedy